# 애니콜 옴니아 팝
애니콜 옴니아 팝(Anycall Omnia Pop)은 삼성전자가 2009년 11월 18일에 출시한 스마트폰으로, 삼성 옴니아 II의 보급형 모델이다. KT에서는 FMC 전략폰으로 출시하였고, SK텔레콤에서도 출시되었다. 옴니아 팝은 옴니아 II의 하드웨어 스펙(내장메모리, 액정, 카메라 등 제외)과 일치한다.

## 제품 사양
- CPU: ARM 1176 800 MHz
- 디스플레이: 3.0" WQVGA LCD
- 카메라: 300만 화소 오토 포커스 지원 카메라
- OS: Windows Mobile 6.1, 6.5
- HSDPA(3.6Mbps D/L) 지원
- RAM: 하드웨어상 256 MB
- 내장 메모리: 약 159 MB
- 외장 메모리: MicroSDHC 최대 16 GB 지원
- 배터리: 1500 mAh
- DivX/XviD, MPEG4 동영상 재생
- Wi-Fi 802.11b/g, Bluetooth, USB 2.0 지원
- KT일 경우 FMC(Qook 인터넷 전화) 가능
- 애플리케이션 지원
- Touch Wiz(혹은 햅틱 UI) 2.0 지원
- GPS지원(KT일 경우 애플리케이션을 따로 다운 받아 내비게이션 사용, SK일 경우 T-MAP 제공)
- 지상파 DMB 지원
- 다양한 윈도 모바일 프로그램 사용가능(오피스 모바일, 익스플로러 모바일6, 모바일 미디어 플레이어)
- 동작인식, 1 Finger Zoom, 해외로밍 지원
- 오페라 모바일 9.5 브라우저 지원
- Adobe Reader LE 지원
- SRS,DNSe의 MP3 음향효과 지원, 인터넷 동영상 스트리밍 플레이어, 동영상 편집기 탑재
- 외부의 멀티미디어 컨텐츠와 연결하여 공유하는 Connecting Home 지원

## 블루윙즈폰
2010년 3월 애니콜 옴니아 팝을 기반으로 한 수원 삼성 블루윙즈 팬들을 대상으로 한 블루윙즈폰을 출시했다. 애니콜 T*옴니아 II 모델과 같이 출시되었으며 블루윙즈폰에는 수원 삼성 블루윙즈 앱과 일정, 테마 등이 들어가 있다.

## 같이 보기
- 삼성 옴니아 라이트